# Ascosia pandora
Ascosia pandora är en mossdjursart som beskrevs av Jullien 1882. Ascosia pandora ingår som enda art i släktet Ascosia och familjen Ascosiidae. Inga underarter finns listade i Catalogue of Life.